# Pygocoelis strigosifrons
Pygocoelis strigosifrons är en skalbaggsart som beskrevs av Lewis 1905. Pygocoelis strigosifrons ingår i släktet Pygocoelis och familjen stumpbaggar. Inga underarter finns listade i Catalogue of Life.